# 美

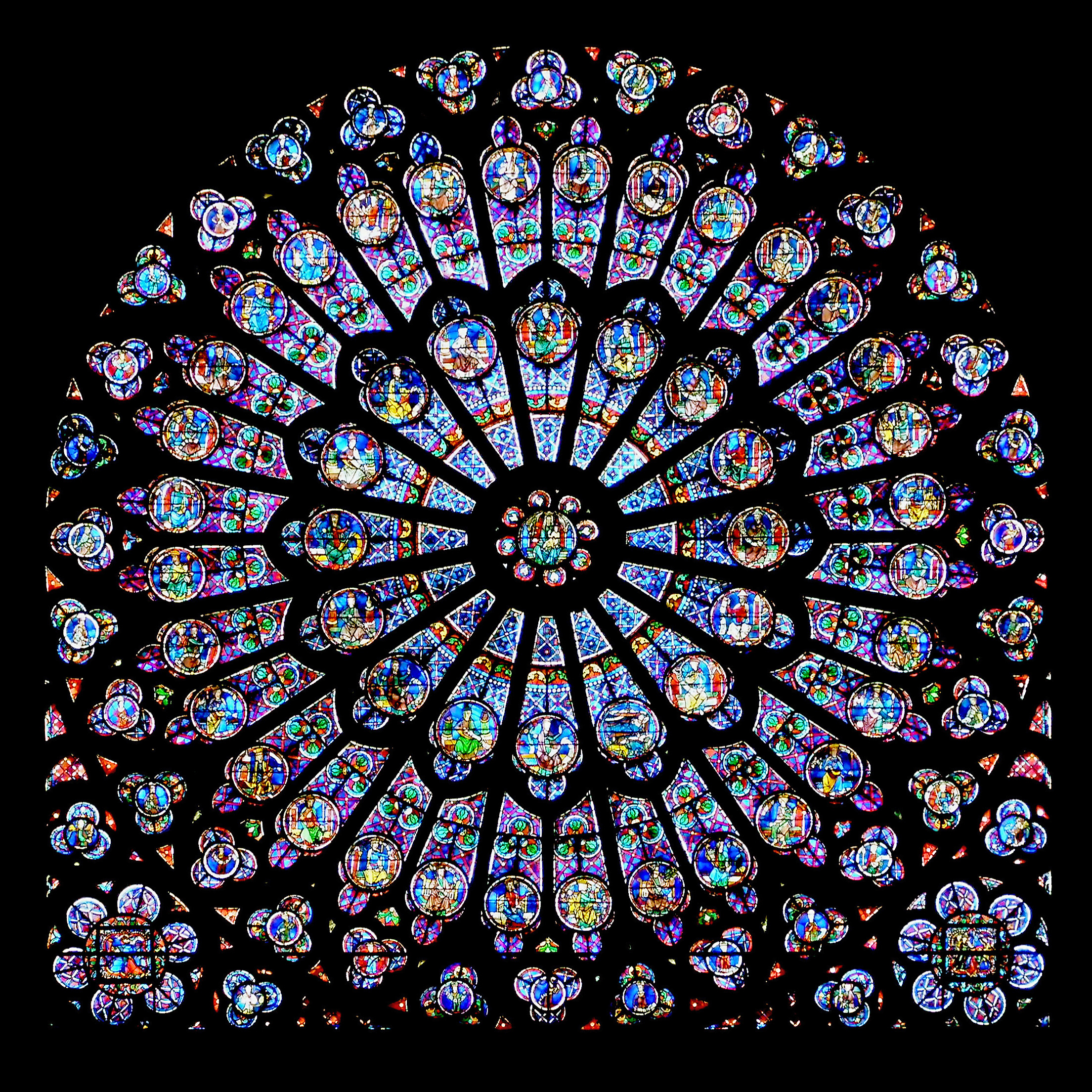
ノートルダム大聖堂のバラ窓。
ゴシック建築では、光は最も美しい神の啓示と考えられており、そのデザインにはその啓示が込められていた。

この記事では美・美しい（び・うつくしい、希: καλόν カロン、羅: venustas, bellus、仏: beauté、英: beauty）について解説する。同義として 【麗しい／▽美しい】 （うるわしい）という用語ある。

## 概説

### 辞書的定義
広辞苑では次のように定義されている。
- 美しいこと。美しさ。りま。[2]
- よいこと。りっぱなこと[2]。

そして3番目に哲学用語の「美」を挙げており、次のような説明になっている。
- （哲学）知覚・感覚・情感を刺激して内的快感をひきおこすもの[2]。『快』が生理的・個人的・偶然的・主観的であるのに対して、『美』は個人的利害関心から一応解放され、より普遍的・必然的・客観的・社会的である。

ブリタニカ百科事典では、（広辞苑の3番目に挙げてある哲学的説明から入り）、「感覚、特に視聴を媒介として得られる喜悦・快楽の根源的体験のひとつ」としている。そして、続いて次の注意点を指摘している。
- 対象にみられる均衡・充実・輝きによって惹起される（タイプの美もある）[3]
- だが、直接感覚を通さない、いわゆる《精神美》も考えられ、それは「超越美」と呼ばれる[3]。

つまり、一方で美には直接の感覚による美があるが、他方、直接感覚に依存せず、精神的に感じられる美もある、と言っているのである。たとえば「彼の一生懸命な生きざまは美しい」「最後まで正義を貫いたこのお方の人生は本当に美しい」などと言うことがある。また「美しい心の持ち主」と言うこともある。
これに関連して、今道友信は、『岩波講座哲学 第14』の「美学と芸術理論」において、美は自然の事物等に対する感覚的に素朴な印象から、芸術作品に対して抱く感動の感情、あるいは人間の行為の倫理的価値に対する評価にいたるまで、さまざまな意味と解釈の位相を持っている、と指摘した。
美しいものの具体例
人が例えば何を美しいと言うかというと、自分の祖国や故郷を美しいと言うことがあり、風景を見て美しいということがあり、はたまた美術作品などを見て美しいということもあり、男性は形の整った女性を美しいと言うことがあり、そして女性は形の整った男性を美しいと言うことがあり、数学者は方程式のある種の解法を美しいと述べることがある。
またモーツァルトやフォーレの音楽は、「繊細な美しさを持つ」と言われることがある。
ヘルマン・ヘッセは、作品に『青春は美し』という題をつけた。その意味で、青春も美しいとされることのあるもののひとつと言えよう（ただし、青春は人それぞれで、実に様々な形容詞がつけられている。）
美と芸術の相違
「美」と「芸術」は異なる。『岩波哲学講座 (6)芸術』の「はしがき」を書いた人によると、美しいものは必ずしも芸術ではない」。美しいものすべてが芸術というわけではない。また、逆に芸術作品すべてが美しいというわけでもない。
美と存在論
プラトンは《超越美》（＝「精神美」）は実在し、個々の美しいものは、この超越美の分有である、と述べた。（イデア論）

## 美の具体的種類
美を一意に定義することは困難であり、その定義づけが美学という一つの学問として成立するほどである。美の種類、もしくはカテゴリーとして次のようなものがある。
- 自然美 - 自然の手付かずの美、自然による造形（グランドキャニオンなど）
- 芸術的な美 - モナリザ、ダヴィデの像、印象派の絵画
- 造形美 - 建築構造物の美（宮殿、大聖堂、ピラミッド）
- 機能美 - ハンドクラフト、織部の焼き物、パイプ、ガラス器

### 美のイメージ
ひとにとって美は、概念的に思考することのできるものであるだけでなく、同時にイメージとしても思い描かれ、それと重ね合わせて想像することもできる。
映画：マリリン・モンロー、ブリジット・バルドー
ダンス：イザドラ・ダンカン
絵画：ヴィーナスの誕生、モナリザ、裸体のマハ

## 哲学における美
哲学における「美」の概念の概説的な説明は、すでに優れた記述がある。これは、哲学における美に関する思想や理論、つまり広義の「美学」における美の概念の歴史として、一つのまとまりとして考えられる。
美とは、価値観念、価値認識の一つである。人類において普遍的に存在する観念であり表象であるが、一方では、文化や個人の主観枠を越えて、超越的に概念措定しようとするとき、明確に規定困難であり、それ故、美には普遍的な定義はない、とも形容される。しかし、他方では、美は感性的対象把握において、超越論的に人間精神に刻印された普遍概念であるとも解釈できる面を持っており、美の定義は発散するが、美の現象・経験は世界に遍在してあるという存在事態が成立する。
ここでは、主として古代ギリシア・ローマ及び西欧哲学の伝統における「美」の本質探求の試みと、認識的概念としての美についての考察の諸位相を素描する。

### 美という言葉の多様性
哲学における「美」の概念と、それがいかなるものであるかの議論は、その前提として、本記事の冒頭で述べた通り、「美しい」とは何を意味しているのか、「美」という言葉が持つ「意味範囲」のある程度の明確な把握を前提とする。
例えば、日本語で「美」と訳される古典ギリシア語の「カロン」という言葉は、日本語の「美」とは異なる意味範囲を持っており、同様に、ラテン語の「美・美しいこと（pulchrum）」もまた、古典ギリシア語の「カロン」とは、また違う意味範囲を持っている。異なる言語のあいだで、まったく同じ意味内包を持つ言葉はそもそも存在しないのであり、たとえばプラトンが「美」について何かを論じている場合、それは古典ギリシア語の「カロン」について語っているのだという事実は重要である。
「美」に関連した概念として、「徳」という価値概念が、プラトンによって論じられているが、「徳」に当たる古代ギリシア語「アレテー」は、日本語の「徳」にはない特殊な意味があり、それは英語のvirtueにもまたないものである。しかし、ラテン語virtusは、ギリシア語「アレテー」の含意とほぼ重なる意味範囲を備えている。
このように、言語において同じ意味内包の言葉はないのだという自覚なしに、異なる言語での「美」に相当する言葉について論じられた思索や議論に言及することは、そこに危うさが伴っている。

### 美の概念措定

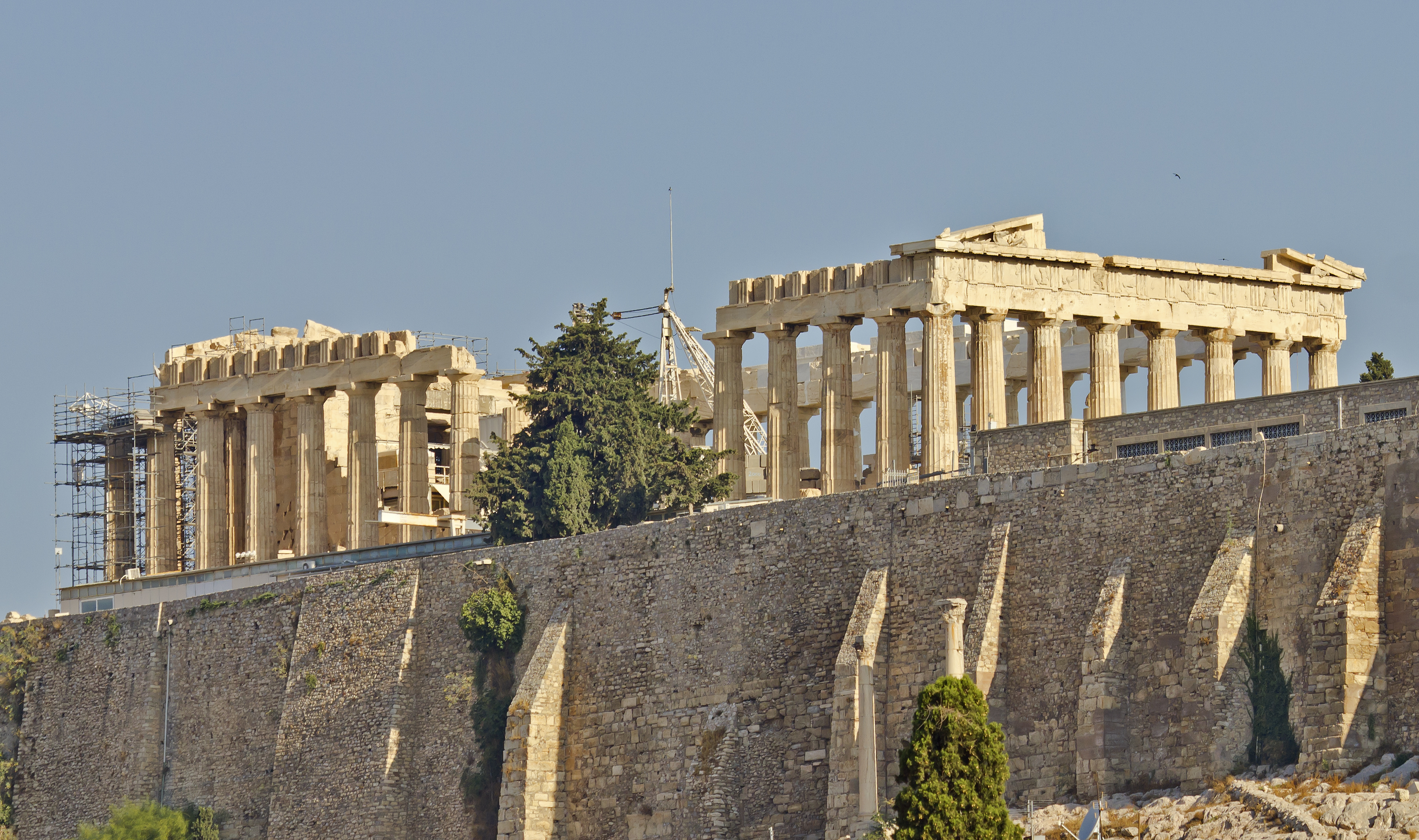
パルテノン神殿　ギリシア

このように「美」という概念は、それが使用される言語によって意味内包が異なり、同じ言語でも時代や使用地域が異なれば、意味に差異が生じている。何が「美しいもの・こと」なのか、万民のあいだで共有できる普遍基準がないことに加え、文化や言葉を越えて、美に相当する単語自身の意味内包にも普遍性がない。
しかし哲学においては、「美の（普遍的）概念」は存在すると措定するのであり、このように措定された「美」の概念に基づいて、古典ギリシアで論じられた美や、ローマ時代の美の観念、中世初期や盛期中世等での美の概念、そして近世や近代の哲学における「美」の概念が、通約性を仮定された、或る意味、普遍的な「相」において考察される。
「乙女は美しい（he parthenos kale）」という言明における「美しい（kale）」とは、あくまで賓辞（述部側で繋辞に添えられる語）としての形容詞であり、「美しい」と、名詞である「美しいこと・美」のあいだには、明らかに大きな距離がある。このような距離を乗り越えたのは、古典ギリシアにおける、形容詞の中性形を属性抽象名詞と見做し、存在（on）の類とする思考の慣習からである。その典型がプラトンのイデア論である。
このようにして、古典ギリシアにおいて、美（kalon）は、「美しい」とされる事物が、まさに何故に美しいのか、その根拠たる「存在」として概念規定されたと言える。「美しい物・人」についての議論は、歴史的に、世界中の文化で存在するが、「美しいもの」の根拠である「美」についての思索や、「美の概念」の規定は、古典ギリシアを始まりとする。

## 美の形而上学

### 存在論的把握

「ヴィーナスの誕生」。西洋絵画の伝統技法では、美を人格化する時にはしばしばヴィーナスが用いられる。

美の概念は、この世界に具体的に存在する事物、また事象としての「美しいもの・こと」（独語：Das Schoene）と必然的に関わりを持つ。しかし、この「美の概念（存在）」とは何であるのか、人が経験し、ときに感動する「美しさ」の本質については、哲学史にあって異なる解釈がある。
二つの代表的な考え方があり、（1）美の存在は、事物や事象が備える固有の性質であるとする「存在論的把握」と、（2）美の存在は事物に帰属するのではなく、それを知覚し、認識する人間主観が、事物や事象に付与する性質であるとする「認識論的把握」がある。おおまかにいえば、前者（1）は古典ギリシア哲学以来優勢であった見解であり、後者（2）は近世以降に登場する哲学的見解である。
存在論的把握の代表的な論者は、プラトン、アリストテレス、プロティノス、アウグスティヌス、トマス・アクィナス、フリードリヒ・シェリングである。これにはさらに、（1）美の性質を部分の均整にもとめる方向と、（2）部分性を否定し斉一であることをもって美の根本規定とする方向という、まったく対立する態度があらわれる。
ただし美はまったく認識と離れて存在するものではない。すでにプラトンにおいて、美は愛すなわち認識の欲求的能力の志向的対象として把握されている（『饗宴』）。また美の性格を均整あるいは斉一に求める論も、認識への適合性に多くその論拠をおいている。トマスは美を究極には神に帰せられる属性とするが、「視覚に快いととらえられるものは美しいと呼ばれる」（『神学大全』）とし、その人間的認識能力とのかかわりを否定していない。
芸術家美学と呼ばれる画家や文人による美論も、おおくこうした方向によることが多い。レオナルド・ダ・ヴィンチにとって、芸術家は自然の幾何学的構造を美というもっとも理想的な状態において再提示する能力を持つ幾何学者であり、そのことが彼をして対象のより正確な把握へと赴かせた。ホガースの美の理論は、線とその印象を追求することによって、素描の美的な効果について研究するとともに、美そのものの性質を線の形状から説明しようとした。
なおこうした、存在それ自体の性格として美を把握する方向は、多く他の価値概念と美が共通するないし同一であるとの論に帰着する。シェリングは美を客観的なものの絶対性としつつ、根本においては善や美と同一であるとする。これについては後節「#他の価値領域と美の関係」を参照。

### 認識論的把握
近世に入ると、美を存在の賓辞ではなく、人間の認識の構造から説明しようとする論者が登場する。これには心理学的把握と狭義の認識論的把握を挙げることができる。これはイギリス経験論と大陸合理主義哲学の影響下に発達した学説であるが、のちには実証的心理学の影響も受けて、現代における美の把握の一潮流をなしている。代表的な論者には、エドマンド・バーク、イマヌエル・カントがいる。
18世紀イギリス美学においては、心理学的な美の把握がみられる。バークはジョン・ロックの影響下に、美を社交性への本能的欲求から説明しようとした（バークの美論については後で#美的範疇の節で詳述する）。一方ドイツでは合理主義哲学の影響下に、ライプニッツの表象理論を継承した認識論的美論が展開される。アレグザンダー・バウムガルテン『美学』からは、美を「感性的認識の完全性」とする定式が導出される。こうした近世の認識論的把握の頂点に来るのがイマヌエル・カントである。カントにおいて美は四つの徴表を与えられる。その認識根拠はしかし感性や悟性のアプリオリな制約にあるのではない。この意味で美は極めて主観的である。美は共通感官（センスス・コミヌス）に基き、判断の普遍妥当性を要求するが、それ自体は対象の性質ではなく、「構想力と悟性の自由な戯れ(das freie Spiel der Einbildungskraft und des Verstands) 」に帰着される。この認識能力の自由な戯れを引き起こすものが美しいものといわれる。そして美は理性の能力の調和、すなわち上級認識能力の理想的な調和の実現として、道徳性の象徴である（『判断力批判』第1部）。

## 美という概念の射程
美という価値領域を巡る理論は、主に二つの方向を取る。ひとつは他の価値領域である、真や善と美の関係である。もうひとつは美という価値領域そのものの細分化である。

### 他の価値領域と美の関係
美がよいものとされる限りにおいて、他のよいものとの関係が問われる。古代より、これは美と真あるいは善とのかかわり、あるいは美と快すなわち何かあるよいものによってもたらされる感覚とのかかわりとして問題化されてきた。

#### カロカガティア
古代において、価値領域の自律は自明のことではなく、むしろ各価値領域の共通性が追求される事が普通であった。語源的に「美しい」を表す言葉はしばしば「良い」と共通し、現代でも多くの言語において「美しい」を示す言葉は、日常語においてはしばしば「良い」「快い」を含意して使われる。全体にこのような価値連関において、美は善と関連付けられることが多く、道徳的なものがもつよさのひとつとして考えられる。
西洋哲学が始まったギリシアにおいてもこの事情は同様である。「美しい人」(ho kalos)は容姿の美しさよりも、その社会的地位、能力、うまれのよさを指すことばであり、「美しい人」とはポリスの市民としての倫理規範を体現した「見事な人」であった。
こうした「美」の極めて倫理的な色彩をよく表す概念が「善美」（kalokagathia カロカガティア）である。善を表す語と美を表す語から造語されたこの語は、ギリシア的人間が実現すべき理想像として提示されている。
ヘーシオドスによるパンドーラーの神話では、この女性の容姿は女神のように美しく、心は犬のように陋劣で、そのために世に災悪（kakia）が満ちあふれた（『仕事と日々』）。すなわち、美が感覚的に快である程度ならば、善（agathon）にでなく罪悪、災悪に結びつく可能性があると考えられるので、最初は美は徳から遠いものとしていわばカロカカキアが一般に認められていた 。しかし容姿でなく徳の美、精神の美を認める場合がある（「汚れも咎もなく死ぬことこそ美しい」（アイスキュロス『テーバイ攻めの七将』1011））。仮にこの、徳（arete）としての美をプラトンのように根拠づけ得るならば、美（kalon）と善（agathon）とはひとつになり、カロカガティア（kalokagathia）なる理念が成立すると考えられたのである。ただし、この語は、クセノポーンに由来し、プラトンにおいてはkalos kagathosなる慣用句が多用されている。

#### 真理との関係
また美は真理ともしばしば関係させられる。プラトンやプロティノスにおいて、美はときに哲学者（愛知者）がしるべき最高の対象とされる。このような文脈下では、美は真と同一視されている、ないし美を知ることは真なる知識の枢要をなすと考えられている。このような場合、善と知もまた本質的には同じものであるとされることが多い。
そこから、美は独立の価値領域ではなく善や真に従属的なものであり、ここから逆に善や真を表現するために美をもちいるという発想がうまれてくる。宗教芸術や王侯の権力を示現するための装飾などは、このような美の利用といえる。

### 美の自律性
美を独自美の感受が感性的なものに直接関わることから、美が善や真とは違う領域であることは、古代から意識されてきた。プラトンには詩があたえる見かけの快さと真のよさの区別についての議論がみられる（『国家』）。人間の理性的能力の分類はすでにアリストテレスによって行われているが（『ニコマコス倫理学』、そこでは真理を知る能力としての知、倫理的実践を行う能力としての思慮、ものを作り出す能力としての技術知が区別される（ただしここでは技術知はとくに美しいものだけに関わる能力ではなく、制作一般の能力である）。しかし古代には美が独自の領域であるという主張は積極的にはなされなかった。
美が固有の能力であるとする立場の確立は、感性に独自の尊厳を与える試みと並行している。アルフレッド・ボイムラーは17世紀を「感性の時代」と呼び、この時代の感覚論や趣味論に、後の美的自律性の把握の契機を見ている。
カントによって美の自律性（ド Autonomie）は確立する。カントは美と道徳の関係を主張したが、しかし各領域の自律性の確立が伝統的な価値領域のもっていた緩い交流を寸断したことは否定できない。フリードリヒ・シラーはこうしたカントの厳格主義に抵抗を感じ、美と倫理の積極的な関係を主張した（『美的教育論』など）。美学者クーノ・フィッシャーはシラーの試みを「人間論的美学」と呼んでいる。しかし全体としては、美の自律性を主張し擁護する動きが近世から近代にかけては主流となる。こうした傾向は多様な美を表現する可能性を芸術家に開いたものの、その表現が時代にとっては受け止めがたくなるという副産物を伴った。その反動として、現代芸術においては、ふたたび社会と芸術の接近がいかにして可能であるかが問われている。しかしテーゼとしての美の自律性は、ほとんど疑われることなく通交しているということができよう。

### 美的範疇
西欧においては、特に近世以降、美を細分化し、それぞれに独自な定義を与えるとともに、相互の関係を定式化しようとする動きがある。こうした細分化された美的なものの領域を美的範疇と呼ぶ。
美的範疇の内実は時代と論者によって異なるが、代表的な美的範疇には、美のほかには優美・崇高・醜・フモール（滑稽）・イロニーなどがある。日本の芸道論（茶道、歌学）あるいは国学でいう、わび・さび・しをり・もののあはれなども美的範疇の一種である。

醜は伝統的には美の対立概念である（美の欠如）と考えられた。このため醜を芸術において表現するということはほとんどの論者から取り上げられなかった。しかし近代には醜もまた積極的な価値をもつ美的範疇のひとつであるという主張がなされ、芸術において醜を表現する試みも登場した。

## 漢字の「美」
日本語で使われる「美」の文字は漢字であり、中国において3000年以上前に発明されたものである。
この「美」という文字の成り立ちについては、『説文解字』では「羊」と「大」とから構成される会意文字と分析されており、民間俗説的に「大きい羊は美しい」などと解釈されてきた。甲骨文字の研究が進んだ現在では、頭部に美麗な飾りを付けた人間の姿を描いた象形文字であることがわかっている。
頭部に美麗な飾りを付けた人間を正面から描いた文字が「美」であるのに対し、同じ頭部に美麗な飾りを付けた人間を横から描いた文字が「𡵉」である。この後者の文字は後に「女」や「攵」が加えられた字体（「媺」など）で「美」の代わりに使われることがある。